# Per gli Amici
Per gli Amici è un album di Ivan Graziani pubblicato postumo nel 2024 contenente canzoni inedite interpretate chitarra e voce provenienti da un nastro ritrovato dai familiari in un baule in casa.

## Tracce
1. Una donna
2. La rabbia
3. L'italianina
4. La canzone dei marinai
5. TV
6. Miley
7. Ti sorprenderò
8. Per gli amici

## Formazione
- Tommy Graziani - batteria
- Ivan Graziani – voce e chitarra

## Curiosità
Per quanto inedita, il nastro de La canzone dei marinai era già stato utilizzato in un duetto virtuale da Colapesce Dimartino col titolo I marinai nel 2023 nel loro album Lux Eterna Beach.